# Nouvelle Union Populaire écologiste et sociale
Nouvelle Union Populaire écologique et sociale (în română Noua Uniune Populară Ecologică și Socială) a fost o coaliție de stânga din Franța condusă de Jean-Luc Mélenchon. Formată la festivalul din mai din 2022, coaliția include La France Insoumise (LFI), Partidul Socialist (PS), Partidul Comunist Francez (PCF), Ecologia Europeană – Verzii (EELV),  Ensemble! (E!), Génération.s (G.s), respectiv partenerii lor mai mici. Stânga Republicană și Socialistă, care anterior anunțase o coaliție proprie, Federația Stângii Republicane, a anunțat că ea și partidele sale membre vor fi dispuse să negocieze intrarea în NUPES a doua zi după formalizarea pactului.
Potrivit unui comunicat de presă al LFI, scopul explicit al alianței este de a concura împotriva alianței Ensemble Citoyens a președintelui Emmanuel Macron, de a obține o majoritate în Parlament și, de asemenea, de a învinge extrema dreaptă la alegerile legislative din Franța din 2022. În cazul în care alianța ar câștiga majoritatea locurilor, liderul LFI, Mélenchon, ar deveni probabil prim-ministru al Franței, deoarece EELV și LFI au semnat un acord în acest sens, dar nu toate părțile din alianță au făcut același lucru.
Pentru alegerile legislative anticipate din 2024, coaliția a fost larg reformată în Noul Front Popular.

## Membrii
Acordul inițial, încheiat la 1 mai 2022, a reunit La France Insoumise și aliații săi alături de alte grupuri ecologiste, incluzând Ecologia Europeană – Verzii, Generația Ecologică, Generation.s, și Noii Democrați. Pe 3 mai 2022, Partidul Comunist Francez a ajuns la un acord de a se alătura coaliției, urmat de Partidul Socialist și Place Publique în ziua următoare.
| Partid                               | Partid | Partid                                     | Abreviere | Ideologie                                                                                     | Poziție politică           | Lider(i)                                 |
| ------------------------------------ | ------ | ------------------------------------------ | --------- | --------------------------------------------------------------------------------------------- | -------------------------- | ---------------------------------------- |
| La France Insoumise și aliații       |        |                                            |           |                                                                                               |                            |                                          |
|                                      |        | La France Insoumise                        | LFI       | Socialism democratic Ecologism Populism de stânga                                             | Stânga spre extrema stângă | Adrien Quatennens                        |
|                                      |        | Partidul Stângii                           | PG        | Socialism democratic Ecologism Populism de stânga                                             | Stânga                     | Jean-Christophe Sellin Hélène Le Cacheux |
|                                      |        | Ensemble!                                  | E!        | Socialism Ecosocialism                                                                        | Stânga                     | Conducere colectivă                      |
|                                      |        | Picardie Debout                            | PD        | Socialism Ecologism Populism de stânga Naționalism economic Regionalism                       | Stânga                     | François Ruffin                          |
|                                      |        | Revoluția Ecologică pentru Cei Vii         | REV       | Ecologie profundă Politică verde Ecologism Pacifism                                           | Stânga                     | Aymeric Caron                            |
|                                      |        | Partidul Muncitoresc Independent           | POI       | Troțkism Marxism Anarho-sindicalism                                                           | Stânga spre extrema stângă | Conducere colectivă                      |
| Polul Ecologist                      |        |                                            |           |                                                                                               |                            |                                          |
|                                      |        | Ecologia Europeană – Verzii                | EELV      | Politică verde Alter-globalization                                                            | Centru-stânga spre stânga  | Julien Bayou                             |
|                                      |        | Génération.s                               | G.s       | Socialism democratic Ecologism Eurofederalism                                                 | Centru-stânga spre stânga  | Benoît Hamon                             |
|                                      |        | Noii Democrați                             | ND        | Liberalism social Social democrație                                                           | Centru spre Centru-stânga  | Aurélien Taché Émilie Cariou             |
|                                      |        | Generația Ecologică                        | GÉ        | Politică verde                                                                                |                            | Delphine Batho                           |
| Partidul Socialist și aliații        |        |                                            |           |                                                                                               |                            |                                          |
|                                      |        | Partidul Socialist                         | PS        | Social democrație                                                                             | Centru-stânga              | Olivier Faure                            |
|                                      |        | Place Publique                             | PP        | Social democrație Ecologism Pro-Europenism                                                    | Centru-stânga              | Raphaël Glucksmann                       |
|                                      |        | Noul Acord                                 | ND        | Liberalism social Progresism Keynesianism Federalism european                                 | Centru-stânga spre stânga  | Arnaud Lelache Aline Mouquet             |
|                                      |        | Mouvement pour le développement de Mayotte | MDM       |                                                                                               |                            |                                          |
| Partidul Comunist Francez și aliații |        |                                            |           |                                                                                               |                            |                                          |
|                                      |        | Partidul Comunist Francez                  | PCF       | Comunism                                                                                      | Stânga spre extrema stângă | Fabien Roussel                           |
|                                      |        | Pour La Réunion                            | PLR       | Socialism democratic Postmarxism Regionalism                                                  | Stânga                     | Huguette Bello                           |
|                                      |        | Tavini Huiraatira                          | FLP       | Social democrație Socialism democratic Progresism Autonomism/independența Polineziei Franceze | Centru-stânga spre stânga  | Oscar Temaru                             |
|                                      |        | Péyi-A                                     | Péyi-A    | Independența Martinica                                                                        | Centru-stânga spre stânga  | Jean-Philippe Nilor Marcelin Nadeau      |

## Poziții politice
Coaliția a fost caracterizată ca fiind stângistă. Participanții se reunesc în jurul mai multor propuneri comune, printre care: creșterea salariului minim net de impozite la 1.400 de euro pe lună, revenirea la pensie la 60 de ani, înghețarea prețurilor produselor de primă necesitate, dezvoltarea ecologică și instituirea unei A Șasea Republici (Franța fiind în A Cincea Republică). Coaliția își propune să obțină o majoritate în Adunarea Națională pentru a-i impune coabitare președintelui Emmanuel Macron și pentru ca Jean-Luc Mélenchon să fie numit prim-ministru.. Unii socialiști au considerat participarea la Uniunea Europeană ca pe o „linie roșie” și, astfel, s-a ajuns la o poziție de compromis în această problemă, coaliția îmbrățișând un „obiectiv comun” de a schimba Uniunea Europeană dintr-un proiect „liberal și productivist” într-unul „în slujba... ecologiei și solidarității”.

## Reacții
În timp ce negocierile au fost salutate ca fiind istorice de stânga, inclusiv de fostul organ al PCF L'Humanité, nu a fost lipsit de critici. Într-o scrisoare adresată activiștilor de partid, Guillaume Lacroix de la Partidul Radical al Stângii a anunțat că nu se vor alătura coaliției și a criticat partidele care au făcut acest lucru, susținând că și-au trădat valorile. El a mai scris că se teme că este martor la „moartea social-democraților”. Mișcarea Progresiștilor, care făcea parte anterior din Polul Ecologic, a fost și ea critică la adresa acordului, spunând că „negocierea cu FI constituie o trădare intolerabilă din partea unor aparatchik iresponsabili”.
Peste 1.000 de membri PS au cerut lui Olivier Faure, secretarul general al PS, să renunțe la negocieri. Fostul preșdinte al Franței și membru al PS François Hollande a spus că orice uniune între PS și FI este "inacceptabilă," conducând la Mélenchon să-l numească pe Hollande un „a fost total”. Anne Hidalgo, primarul Parisului și candidată la președinție din partea PS în 2022, a făcut lobby împotriva uniunii și a cerut o unire a stângii, excluzându-l pe Mélenchon și partidul său. Bernard Cazeneuve, fostul prim-ministru al Franței și membru al PS, și-a anunțat demisia din partid pe 3 mai din cauza negocierilor. În urma aderării Partidului Socialist la sindicat, președintele Occitaniei, membru PS Carole Delga, a avertizat NUPES că îi va sprijini pe „socialiștii independenți” care au candidat împotriva candidaților NUPES non-PS. Ca parte a acordului NUPES, PS a primit doar șase locuri din cele 49 din Occitania, despre care Delga credea că nu este o „reprezentare echitabilă” pentru partidul său în regiune.
Noul Partid Anticapitalist a reacționat negativ la potențiala includere a PS în uniune, declarând că nu cred că PS este o forță pentru schimbarea socială. Opoziția a venit și de la Lutte Ouvrière; au anunțat că partidul își va conduce propria listă separat de sindicat și au acuzat sindicatul de „reformism”.
Stanislas Guerini, delegat general al partidului Renașterea și al Ensemble Citoyens al majorității prezidențiale, a făcut un apel către membrii PS care se opun uniunii, cerându-le „să ni se alăture”.

#### Candidați dizidenți
O serie de candidați, majoritatea din PS, și-au anunțat intenția de a candida la alegeri chiar și împotriva unui candidat susținut de NUPES. Xavier Perrin, un candidat PS în a 8-a circumscripție electorală din Loire-Atlantique, a declarat că va rămâne candidat împotriva lui Matthias Tavel de la La France Insoumise și NUPES. Cei patru candidați PS din Dordogne au anunțat, de asemenea, că vor rămâne în campanie, în ciuda numirii candidaților NUPES care nu sunt PS în circumscripțiile lor electorale.

## Rezultate și urmări
În funcție de modalitatea de calcul, NUPES a câștigat fie 131 de locuri (conform Ministerului de Interne), fie 142 de locuri (conform Le Monde), suficiente pentru a împiedica coaliția Ensemble a lui Macron o majoritate parlamentară și pentru a forma opoziția oficială în Parlament. Cu toate acestea, coaliția a avut rezultate mai proaste decât anticipaseră majoritatea sondajelor între primul și al doilea tur, iar extrema dreaptă Adunarea Națională a câștigat 89 de locuri, fiind cel mai bun rezultat obținut vreodată. Fabien Roussel, liderul Partidului Comunist, a criticat alianța a doua zi după cel de-al doilea tur, spunând „[NUPES] nu ne-a permis să avem o majoritate și nici nu a împiedicat extrema dreaptă să facă progrese puternice, iar asta mă pune pe gânduri... Văd că alianța vorbește doar cu o parte a Franței, cu cea a marilor orașe, și nu cu cea a ruralității.” El a lăudat, de asemenea, că alianța a permis stângii să câștige un număr mult mai mare de locuri decât în 2017.